# Nürburgring
Nürburgring – tor wyścigowy położony w Niemczech, w miejscowości Nürburg, w kraju związkowym Nadrenia-Palatynat.
Obecnie w poważniejszych, międzynarodowych imprezach jest używana skrócona wersja toru, stworzona w latach osiemdziesiątych. Istnieje też starsza, dużo dłuższa i trudniejsza trasa, zwana Nordschleife. Zbudowana w latach 20. XX w. trasa biegnie wokół średniowiecznego zamku i miejscowości Nürburg w górach Eifel. Jest wciąż używana. Ze względu na olbrzymią liczbę zakrętów i pułapek jest uważana za jeden z najtrudniejszych i najbardziej wymagających torów wyścigowych na świecie. Jeden z najbardziej znanych kierowców Formuły 1, Jackie Stewart, nazwał tę trasę Green Hell (Zielone Piekło).

## Historia
We wczesnych latach dwudziestych na publicznych drogach w górach Eifel były organizowane wyścigi ADAC Eifelrennen. Były one jednak niebezpieczne i mało popularne. Postanowiono więc stworzyć nowy tor wyścigowy w górach Eifel. Tor został zaprojektowany przez firmę Eichler Architekturbüro z Ravensburga, a jego budowa trwała od września 1925 do wiosny 1927 r.
Tor miał długość 28 265 m (17,5 mili), jego szerokość wynosiła od 8 do 9 metrów, a liczba zakrętów 174. Tor składał się z dwóch części: Südschleife („pętla południowa”) długości 7747 m oraz Nordschleife („pętla północna”) długości 22 810 m. Po jego ukończeniu odbywały się tam wyścigi ADAC Eifelrennen oraz Grand Prix Niemiec. Pod koniec lat 20. XX w. tor stracił nieco na znaczeniu. Po II wojnie światowej na tor powróciły najważniejsze imprezy: Grand Prix Niemiec (jako część mistrzostw świata Formuły 1). W 1953 r., wprowadzono wyścig 1000-km. W 1970 r. zastąpił go wyścig 24-godzinny.
W latach 60. tor stawał się coraz bardziej niebezpieczny ze względu na coraz większe prędkości osiągane przez samochody wyścigowe. Kierowcy postanowili zbojkotować wyścigi na torze Nürburgring, aby zostały wprowadzone zmiany konstrukcyjne. Podczas gdy tor był modyfikowany, GP Niemiec przeniesiono na tor Hockenheimring. Mimo przeprowadzonych zmian i wprowadzenia środków bezpieczeństwa, Nürburgring był wciąż zbyt niebezpieczny i długi na przeprowadzanie wyścigów Formuły 1. W 1975 r. Niki Lauda ustanowił rekord przejazdu po Nordschleife, pokonując dystans 22,835 km w czasie poniżej 7 minut (6:58,6). Także on odniósł tam najpoważniejszy wypadek w swojej karierze wyścigowej. W 1981 r. rozpoczęły się prace nad zupełnie nowym torem o długości okrążenia 4,5 km (2,8 mili). W tym samym czasie Nordschleife zostało skrócone do 20,8 kilometrów. Na skróconym odcinku rekordowo szybko pojechał Stefan Bellof, który dystans ten pokonał w czasie 6:11,13 w porsche 956, co daje średnią 201,7622 km/h. 29 czerwca 2018 r. niemiecki kierowca wyścigowy Timo Bernhard ustanowił nowy rekord toru wynoszący 5:19,546 min. jadąc porsche 919 Hybrid.
W roku 1984 został ukończony i oddany do użytku nowy odcinek toru, zwany GP-Strecke. Teraz spełniał już normy bezpieczeństwa. Odbywały się tam wyścigi Formuły 1, Grand Prix Niemiec i Grand Prix Europy. W 2002 roku tor został wydłużony do 5148 metrów.

## Zwycięzcy wyścigów

### Grand Prix Eifelu
| Sezon | Kierowca       | Zespół   |        |
| ----- | -------------- | -------- | ------ |
| 2020  | Lewis Hamilton | Mercedes | Wyniki |

### Grand Prix Europy
| Sezon | Kierowca                                 | Zespół                            |        |
| ----- | ---------------------------------------- | --------------------------------- | ------ |
| 2007  | Fernando Alonso                          | McLaren-Mercedes                  | Wyniki |
| 2006  | Michael Schumacher                       | Ferrari                           | Wyniki |
| 2005  | Fernando Alonso                          | Renault                           | Wyniki |
| 2004  | Michael Schumacher                       | Ferrari                           | Wyniki |
| 2003  | Ralf Schumacher                          | Williams-BMW                      | Wyniki |
| 2002  | Rubens Barrichello                       | Ferrari                           | Wyniki |
| 2001  | Michael Schumacher                       | Ferrari                           | Wyniki |
| 2000  | Michael Schumacher                       | Ferrari                           | Wyniki |
| 1999  | Johnny Herbert                           | Stewart-Ford                      | Wyniki |
| 1996  | Jacques Villeneuve                       | Williams-Renault                  | Wyniki |
| 1995  | Michael Schumacher                       | Benetton-Renault                  | Wyniki |
| 1984  | Alain Prost                              | McLaren-TAG                       | Wyniki |
|       | 5x Michael Schumacher 2x Fernando Alonso | 5x Ferrari 2x McLaren 2x Williams |        |

### Grand Prix Luksemburga
| Sezon | Kierowca           | Zespół           |        |
| ----- | ------------------ | ---------------- | ------ |
| 1998  | Mika Häkkinen      | McLaren-Mercedes | Wyniki |
| 1997  | Jacques Villeneuve | Williams-Renault | Wyniki |

### Grand Prix Niemiec
| Sezon | Kierowca                                                         | Zespół                                           |        |
| ----- | ---------------------------------------------------------------- | ------------------------------------------------ | ------ |
| 2013  | Sebastian Vettel                                                 | Red Bull-Renault                                 | Wyniki |
| 2011  | Lewis Hamilton                                                   | McLaren-Mercedes                                 | Wyniki |
| 2009  | Mark Webber                                                      | Red Bull-Renault                                 | Wyniki |
| 1985  | Michele Alboreto                                                 | Ferrari                                          | Wyniki |
| 1976  | James Hunt                                                       | McLaren-Ford                                     | Wyniki |
| 1975  | Carlos Reutemann                                                 | Brabham-Ford                                     | Wyniki |
| 1974  | Clay Regazzoni                                                   | Ferrari                                          | Wyniki |
| 1973  | Jackie Stewart                                                   | Tyrell-Ford                                      | Wyniki |
| 1972  | Jacky Ickx                                                       | Ferrari                                          | Wyniki |
| 1971  | Jackie Stewart                                                   | Tyrell-Ford                                      | Wyniki |
| 1969  | Jacky Ickx                                                       | Brabham-Ford                                     | Wyniki |
| 1968  | Jackie Stewart                                                   | Matra-Ford                                       | Wyniki |
| 1967  | Denny Hulme                                                      | Brabham-Repco                                    | Wyniki |
| 1966  | Jack Brabham                                                     | Brabham-Repco                                    | Wyniki |
| 1965  | Jim Clark                                                        | Lotus-Climax                                     | Wyniki |
| 1964  | John Surtees                                                     | Ferrari                                          | Wyniki |
| 1963  | John Surtees                                                     | Ferrari                                          | Wyniki |
| 1962  | Graham Hill                                                      | BRM                                              | Wyniki |
| 1961  | Stirling Moss                                                    | Lotus-Climax                                     | Wyniki |
| 1958  | Tony Brooks                                                      | Vanwall                                          | Wyniki |
| 1957  | Juan Manuel Fangio                                               | Maserati                                         | Wyniki |
| 1956  | Juan Manuel Fangio                                               | Ferrari                                          | Wyniki |
| 1954  | Juan Manuel Fangio                                               | Mercedes-Benz                                    | Wyniki |
| 1953  | Giuseppe Farina                                                  | Ferrari                                          | Wyniki |
| 1952  | Alberto Ascari                                                   | Ferrari                                          | Wyniki |
| 1951  | Alberto Ascari                                                   | Ferrari                                          | Wyniki |
|       | 3x Juan Manuel Fangio 3x Jackie Stewart 2x Ascari, Surtees, Ickx | 9x Ferrari 4x Brabham 2x Lotus, Tyrrell, McLaren |        |

## Nordschleife dzisiaj

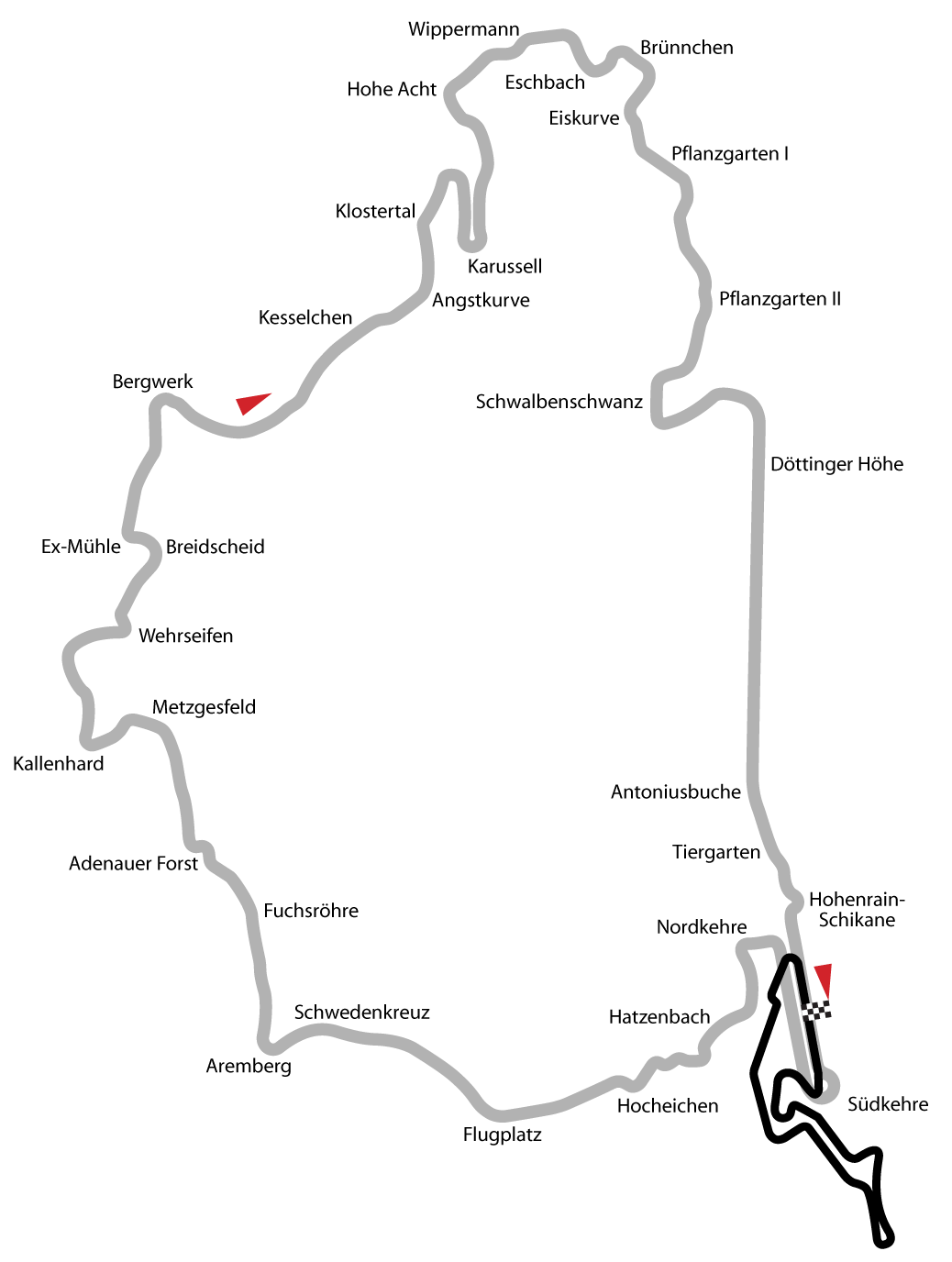
Nordschleife z zaznaczonym torem Formuły 1

Na Nordschleife wciąż odbywają się wyścigi samochodów osobowych wykorzystujących tradycyjną trasę o długości 20,8 km lub dłuższą trasę o długości 24,4 km połączonej częściowo z torem Formuły 1.
Jednym z najważniejszych wydarzeń na Nordschleife jest 24 Hours Nürburgring weekend odbywający się corocznie około połowy czerwca. W wyścigu bierze udział 220 samochodów o różnej mocy silnika (od 100 do nawet 700 koni mechanicznych), ponad 700 kierowców (amatorzy i profesjonaliści).
W związku z groźbą zamknięcia toru w 2007 roku powstała organizacja Save the Ring walcząca o jego ocalenie. W 2012 tor ogłosił bankructwo. W 2013 Nürburgring został wystawiony na sprzedaż za około 132 miliony euro. W marcu 2014 roku tor wraz z okalającą go infrastrukturą z hotelami, parkami rozrywki i centrum handlowym Nurburgring Boulevard włącznie został sprzedany amerykańskiej spółce z Miami za około 70 milionów euro. Inwestor został wybrany ze względu na zachowanie dotychczasowego charakteru toru dostępnego dla każdego kierowcy.
W marcu 2022 roku zakończono prace modernizacyjne na torze. Od listopada 2021 roku usunięto starą nawierzchnię i na odcinku 2,5 km położono nowy asfalt. Łączny koszt renowacji 10% pełnej nitki toru miał wynieść 2,5 miliona euro, co daje około 1 milion euro za każdy kilometr nawierzchni toru. Prace przeprowadzono na odcinku od Döttinger Höhe do zakrętu Hyundai N.

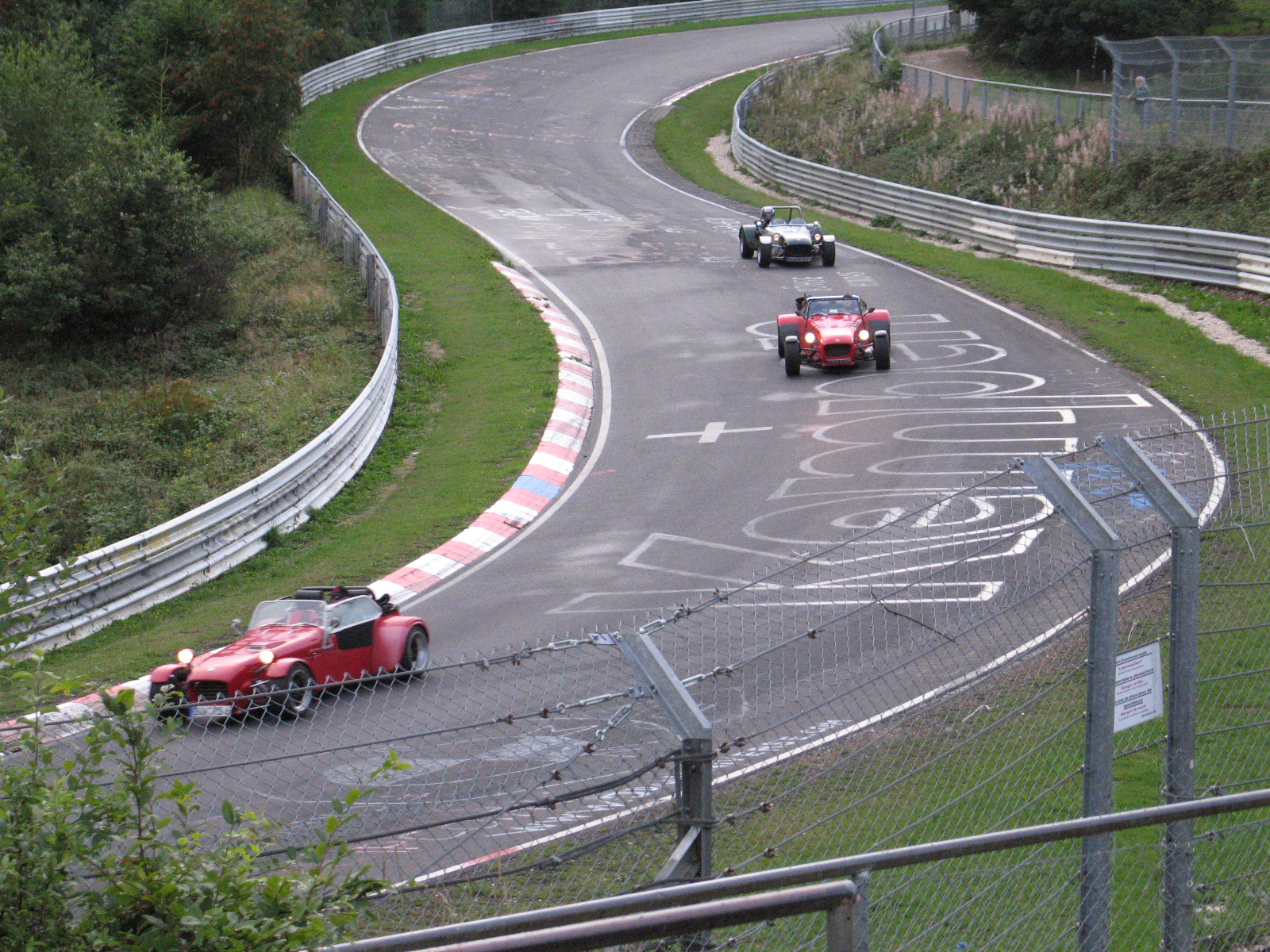

## Publiczny dostęp
Tor posiada status płatnej drogi publicznej, a od wielu lat już dostępne są jazdy w ramach tak zwanych "Touristfahrten", gdzie kierowcy posiadający uprawnienia oraz auto, po kupnie biletu mogą przejechać się w godzinach otwarcia toru - w tygodniu są to zazwyczaj godziny 7:15 do 18:30, w weekend od 8:30 do 18:30.

## Odbiór w mediach
Tor Nürburgring jest znany również z festiwalu rockowego Rock am Ring, odbywającego się w pobliżu toru. Ring pojawia się również w licznych grach wideo i komputerowych, takich jak:
- PC: Grand Prix Legends (sezon 1967 Formuły 1), seria TOCA Race Driver, BMW M3 Challenge, rFactor, GTR Evolution, Need for Speed: Shift, Shift 2 Unleashed, F1 2013, Project CARS, Assetto Corsa
- PlayStation 2: Gran Turismo 4, Enthusia Professional Racing, Tourist Trophy
- PlayStation 3: Gran Turismo 6, Gran Turismo 5, Need for Speed: Shift, Race Driver: Grid, SuperCar Challenge, Shift 2 Unleashed, F1 2013
- PlayStation Portable: Gran Turismo Mobile
- Xbox: Project Gotham Racing 2, Forza Motorsport
- Xbox 360: Project Gotham Racing 3, Project Gotham Racing 4, Need for Speed: Shift, Shift 2 Unleashed, Forza Motorsport 2, Forza Motorsport 3,  Forza Motorsport 4, F1 2013
- Xbox One: Forza Motorsport 5, Forza Motorsport 6, Forza Motorsport 7, Assetto Corsa
- PlayStation 4: Gran Turismo Sport, Assetto Corsa